# Tio Cipot
Tio Cipot (* 20. April 2003 in Murska Sobota) ist ein slowenischer Fußballspieler.

## Karriere

### Verein
Cipot begann seine Karriere beim NŠ Mura. Im Juli 2020 gab er gegen den NK Aluminij sein Debüt für die Profis von Mura in der 1. SNL. Bis zum Ende der Saison 2019/20 kam er zu zwei Einsätzen im Oberhaus. In der Saison 2020/21 absolvierte er vier Ligaspiele. In der Saison 2021/22 kam er zu 19 Einsätzen in der Prva Liga, in denen er zweimal traf. In der Saison 2022/23 machte der Mittelfeldspieler bis zur Winterpause 18 Erstligapartien.
Im Anschuss wechselte Cipot im Januar 2023 nach Italien zu Spezia Calcio. Für Spezia kam er bis Saisonende zu acht Einsätzen in der Serie A, aus der er mit dem Team aber abstieg. In der Saison 2023/24 absolvierte er dann neun Spiele in der Serie B für Spezia. Zur Saison 2024/25 wurde er an den österreichischen Bundesligisten Grazer AK verliehen. Während der Leihe absolvierte er 27 Partien in der Bundesliga, in denen er siebenmal traf. Im Juli 2025 wurde die Leihe um eine weitere Saison verlängert.

### Nationalmannschaft
Cipot spielte im Juni 2021 zweimal für die slowenische U-18-Auswahl. Im September 2021 debütierte er für die U-19-Mannschaft, für die er bis Oktober 2021 fünfmal zum Zug kam. Im September 2022 gab er sein Debüt im U-21-Team.

## Persönliches
Sein Vater Fabijan (* 1976) war slowenischer Nationalspieler, sein Bruder Kai (* 2001) ist ebenfalls Fußballspieler.